# Tupungato (vulkaan)
De Tupungato is een actieve vulkaan op de grens tussen Chili en Argentinië en met 6.570 meter een van de hoogste bergen van Zuid-Amerika. De vulkaan ligt zo'n 168 km ten oosten van Santiago en zo'n 100 km ten zuiden van de Aconcagua, de hoogste berg van Zuid-Amerika. De laatste uitbarsting dateert uit 1986.